# Acericerus ribauti
Acericerus ribauti is een cicade uit de familie van de dwergcicaden. De soort is vernoemd naar de Franse entomoloog Henri Ribaut.

## Kenmerken
De krekels met een bruin en wit patroon zijn 5,4–5,9 mm lang. De voorvleugels zijn bruin tot roodbruin. Het achterste derde deel heeft een lichtere kleur. De vleugelnerven hebben een wit kleurpatroon. Over de voorvleugels loopt een donkere band. De samengestelde ogen glinsteren groenachtig. De mannelijke krekels hebben een korte donkere lengtestreep op het gezichtsveld, die eindigt onder de ocelli en een bleke middenlijn heeft. Ze hebben ook korte antennes flagellen, die slechts een tiende van de totale lengte van de antennes uitmaken.

## Soortgelijke soorten
De vrouwelijke krekels lijken sterk op die van de verwante soort Acericerus vittifrons. Mannetjes van die soort hebben een duidelijke zwarte streep in het gezichtsveld die zich uitstrekt boven de ocelli. De voelerflagella neemt ongeveer een derde van de lengte van de voeler in beslag.

## Verspreiding
Acericerus ribauti komt voor in Midden-Europa. Daar komt de soort voor in Duitsland, Polen, België, Frankrijk, Italië en Slovenië. De soort werd voor het eerst waargenomen in Engeland in 2007.

## Levenswijze
Acericerus ribauti is te vinden op verschillende esdoornsoorten, vooral op de Spaanse aak (Acer campestre), maar er zijn ook vondsten van platanen. De krekels zuigen aan de bladeren en stengels van deze bomen. De volwassenen van één generatie vliegen meestal van begin augustus tot december en overwinteren. In het volgende jaar zijn ze tot mei te zien.